# Xã Castleton, Quận Reno, Kansas
Xã Castleton (tiếng Anh: Castleton Township) là một xã thuộc quận Reno, tiểu bang Kansas, Hoa Kỳ. Năm 2010, dân số của xã này là 285 người.